# Studio Irene

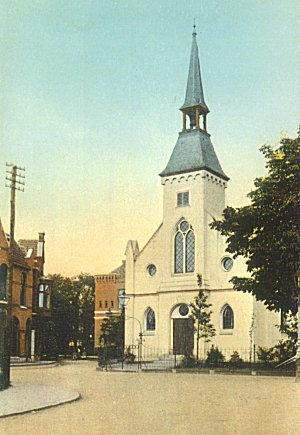
Hervormde kerk, later studio Irene

Studio Irene was de eerste televisiestudio van de Nederlandse Televisie Stichting in de Nederlandse plaats Bussum.

## Historie
Studio Irene was gevestigd aan de Kapelstraat 33 op de hoek van de Kerkstraat, in de voormalige Nederlands Hervormde kerk. De eerste steen van het gebouw werd gelegd in september 1828, en in 1830 was de kerk klaar.
Na de opening van de veel grotere Vredekerk in augustus 1914 werd de kerk buiten gebruik gesteld. Tijdens de Eerste Wereldoorlog werd het gebouw gebruikt als Christelijk Militair Tehuis voor de gemobiliseerde soldaten, die onder meer waren gelegerd in Fort Werk IV.
Het gebouw is in oktober 1917 verkocht aan een maker van gebrandschilderd glas die er een atelier in wilde vestigen. Aangezien de heer F.A.H. Vellekamp (een notabel kerklid) die het gebouw in 1914 had aangekocht niet langer de onderhoudskosten kon opbrengen.  Het Militair Tehuis werd per februari 1918 gesloten. Maar het atelier kwam er niet. Er kwam wel een bestuur van notabelen en kerkvoogden dat de exploitatie van het gebouw op zich nam. Na een verbouwing werd het Militair Tehuis in juni 1918 heropend.

#### Gebouw Irene
Vanaf juni 1918 wordt het voormalige kerkgebouw 'Irene' genoemd. Gebouw Irene is dan inmiddels gesplitst in en voor- en achterzaal en een grote zaal. De zalen van het verenigingsgebouw kunnen op tijden dat er geen activiteiten van de kerkjeugd, zang- en vrouwenverenigingen plaatsvinden worden gehuurd. De zalen worden onder andere verhuurd aan een wissel- en effectenkantoor, een textielhandelaar, een vereniging van geheelonthouders, een confectiehandelaar en een veilingbedrijf. De Communistische Partij Holland afdeling Bussum is voornemens om op vrijdag 23 januari 1925 in het gebouw een openbare vergadering te houden. De kerkvoogdij van de Bussumse Hervormde Gemeente besluit, na aanvankelijke toestemming, de bijeenkomst toch maar te annuleren.
In 1927 wil de gemeente Bussum ruim 100 m² grond rondom het gebouw (om niet) overnemen van eigenaar Vellekamp.
Tijdens een kort maar hevig onweer op woensdagmiddag 27 juli 1927 raakt de torenspits zwaar beschadigd door blikseminslag. Een zogeheten tentdak komt er later voor in de plaats.
In 1929 gunt het kerkbestuur de bouw van een modern jeugd- en verenigingsgebouw (Eltheto) dat achter de Vredekerk moet worden gebouwd, aan een aannemerscombinatie uit Heerhugowaard. Het Irenegebouw kan dan worden afgestoten. De familie Daniëls is vervolgens eigenaar van het bedrijfspand.

## Televisiestudio
Het elektronicaconcern Philips zocht vanaf 1950 in en rond Hilversum naar een geschikte locatie voor een televisiestudio.
Op 3 februari 1951 maakte Philips bekend dat er een contract was getekend voor de huur van een gedeelte van gebouw Irene. Eigenaar Daniëls bleef nog een deel van het pand gebruiken voor zijn "Amsterdamsche" textiel- en manufacturenzaak. In maart bleek de studioruimte te klein en in april werd geregeld dat Philips uiterlijk per 28 mei het gehele gebouw zou huren. De Amsterdamsche manufacturenhandel betrok Kapelstraat 12a en kreeg daar een nieuwe naam: Manufacturenhandel Irene.
Tijdens de verbouwing en inrichting werd de kerktoren verhoogd tot ongeveer 18 meter om er straalzenders in te kunnen plaatsen die nodig waren voor de verbinding met de zender Lopik. De Philips-studio werd op 6 augustus 1951 officieel in gebruik genomen. De NTS mocht er als zendgemachtigde gebruik van maken. Met een vloeroppervlak van ongeveer 100 vierkante meter was de studioruimte zeer beperkt. Later is er nog een kleine uitbouw gemaakt zodat er iets meer ruimte was voor decors. Vanuit Studio Irene werd op 2 oktober 1951 om 20.15 uur het allereerste landelijke televisieprogramma uitgezonden.
De studio en het personeel werd na de experimentele periode van ruim 2 jaar in januari 1954 overgenomen door de NTS.
Studio Irene werd op 6 april 1955 getroffen door een grote brand. Bij een decorchangement was een kwiklamp blijven hangen en daar was een gordijn tegenaan gekomen, dat vervolgens vlam vatte. De NTS mocht van het kerkbestuur dezelfde dag nog het gebouw “Eltheto” betrekken om de uitzending van de volgende avond te kunnen redden.

Na de brand werd de studio drastisch verbouwd en na een half jaar weer in gebruik genomen. Na het herstel werd het gebouw nog tot oktober 1967 als studio gebruikt, hoewel intussen ook de veel grotere Studio Vitus, Studio III en Concordia in gebruik waren genomen, eveneens in Bussum. Na de grote brand in Studio Vitus in 1971 verhuisden de studioactiviteiten definitief naar Hilversum, waar het Omroepkwartier sinds december 1962 nieuwe en moderne studioaccommodaties bood.
Studio Irene was in latere jaren in gebruik als test- en ontwikkelruimte en als opslag. Het gebouw werd in september 1983 door de NOS gesloten en werd begin 1984 voor 160 duizend gulden aan de gemeente Bussum verkocht. Er volgden diverse vruchteloze pogingen om het gebouw te redden; het zou een omroepmuseum moeten worden, of een expositieruimte. In 1992 werd het gesloopt om plaats te maken voor een filiaal van de ING Bank.

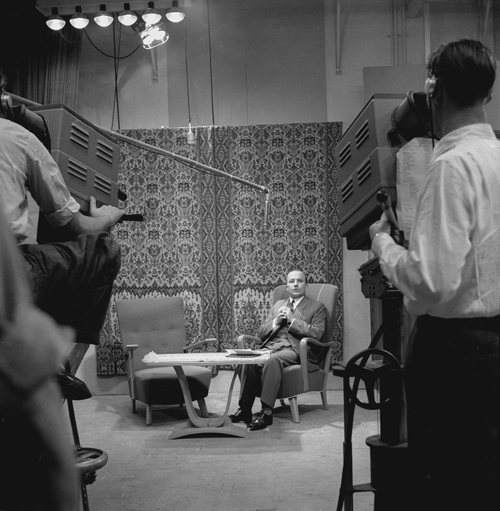
Staatssecretaris Cals bij de eerste officiële Nederlandse televisie-uitzending op 2 oktober 1951
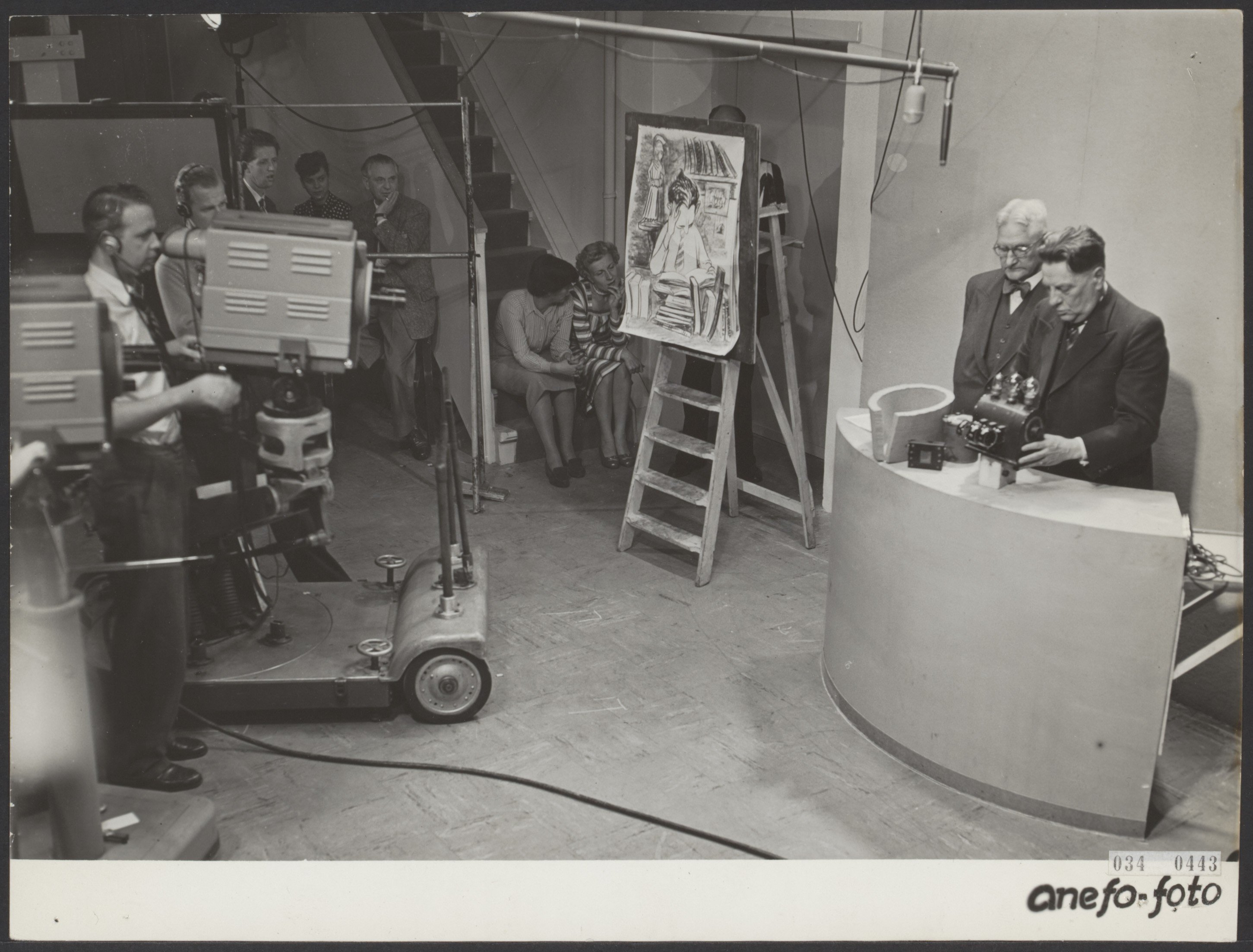
Het eerste AVRO programma, getiteld Televizier werd uitgezonden op 5 oktober 1951
- Polygoonjournaal over de studiobrand in 1955
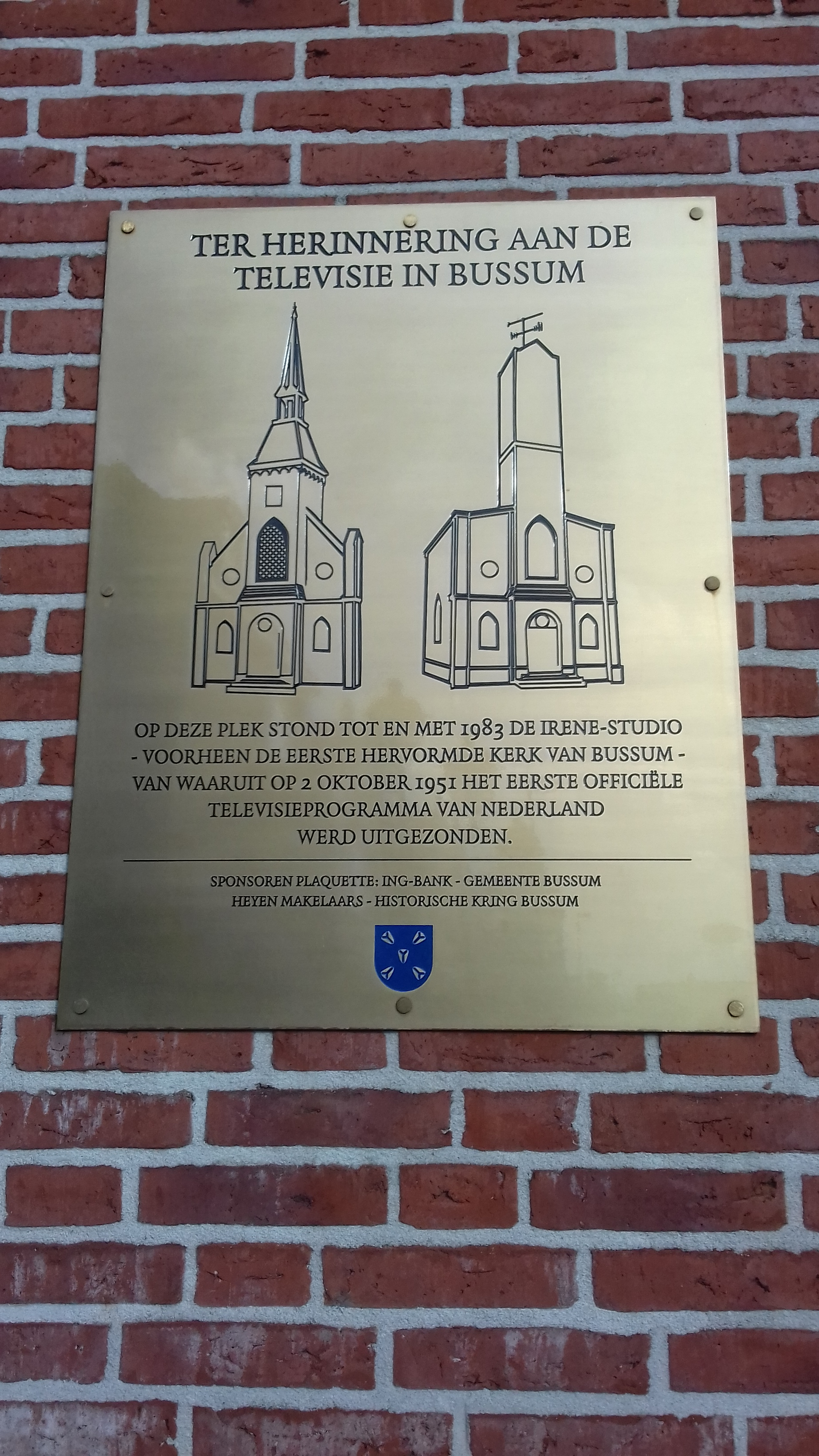
Plaquette ter herinnering aan de Irene Studio